# Instalaciones termomecánicas
El proyecto arquitectónico de un edificio, cualquiera sea la escala, destino o uso previsto, generalmente incluye un conjunto de características formales, espaciales, funcionales y constructivas que le son propias, y que en un principio permiten concretar la obra intelectual. En esta fase primaria el proyecto es un conjunto de documentaciones gráficas, escritas que describen la "forma" del edificio, aunque no su funcionamiento.
Dado que dicho proyecto edilicio puede ser implantado en cualquier sitio o clima y es necesario mantener en su interior condiciones de Confort higrotérmico a fin de hacerlo habitable, entonces intervienen las Instalaciones Termomecánicas - IT.
Estas IT pertenecen a los sistemas tecnológicos inherentes al proyecto edilicio, siendo la mayor o menor complejidad de las redes de infraestructura interna de servicios (comúnmente las instalaciones), dependiendo del grado de complejidad del programa arquitectónico.

## Componentes de las instalaciones
Es común, y casi indispensable, hablar hoy en día de la importancia de las instalaciones de climatización, iluminación, distribución de energía, seguridad, protección contra incendios, redes de comunicación y transmisión de datos y de computación que van desde un servidor hasta equipos en red agrupados a veces en espacios predeterminados para centros de cómputos. Esto se encuadra dentro de la domótica o inmótica más conocidos como edificios inteligentes.

## La elección de equipos en relación con el confort
La climatización de un edificio con la tecnología actual plantea diversos sistemas y equipos que, adecuadamente elegidos, pueden brindar altos grados de confort compatibles simultáneamente con significativos ahorros energéticos. Esto lleva a su difusión y masificación, generando una forma distinta de vivir y habitar esos ámbitos. 
No se concibe hoy en día un espacio de vivencia o trabajo sin un adecuado nivel de climatización, que no es solamente el tradicional "aire acondicionado y/o calefacción", tal como generalmente se lo entiende, sino que más tiene que ver con adecuados niveles de temperatura, caudal de ventilación, filtrado del aire, humectación o deshumectación del mismo, y la posibilidad de modificar los parámetros a lo largo del día por la consecuente variación diaria de cargas exteriores según las diversas orientaciones del edificio. También según la estación climática del año, a fin de obtener las condiciones ambientales apropiadas. Siempre y en pos de la Eficiencia energética edilicia, utilizando exclusivamente mínima energía necesaria para cumplir el fin de la IT.

## Sobre las cargas térmicas
También deben considerarse que además de las cargas térmicas exteriores estacionales de verano o invierno, existen las correspondientes al propio equipamiento del edificio, es decir cargas por iluminación general y localizada y por energía disipada por los diversos aparatos electrónicos actuales como ser computadoras, impresoras, servidores, copiadoras, etc. las que se han visto multiplicadas precisamente por los nuevos requerimientos tecnológicos y de servicios del nuevo usuario tecnológico.
Junto a esto aumenta la tendencia a utilizar grandes muros vidriados (Courtain Wall) que sumado a grandes atrios con techo vidriado o translúcido genera un incremento excesivo de las cargas térmicas por radiación solar.
Por eso es fundamental durante la etapa de diseño del edificio, prever y seleccionar adecuadamente el sistema de climatización.

## El espacio para las instalaciones térmicas y otras
La ejecución de los conductos para transportar y distribuir fluidos (usualmente aire tratado), junto a un adecuado aislamiento de estos a lo largo de las plantas de arquitectura; implica prever espacios para su ubicación y paso. Usualmente se los denomina plenos y pueden ser horizontales o verticales y estar por debajo del piso o sobre el cielorraso. 
El cruce con estructuras, cañerías de servicios sanitarios, artefactos de iluminación y/o seguridad y su red asociada, son problemas que resolver que siempre afectan al proyecto inicial.

## El problema acústico
Es necesario prever la construcción de trampas de sonido para evitar la propagación de ruidos, implementación de accesos en cielorrasos a sensores y organismos de modulación de caudal (persianas) para su reparación y/o mantenimiento, tendido de cableados eléctricos de fuerza motriz y control, enlaces de comunicación entre elementos integrantes de los cada vez más difundidos "Sistemas de Control Inteligente".
Hay que conformar espacios para la correcta ubicación de equipos de condensación exteriores, expulsión de gases quemados, tomas de aire de renovación para locales habitados, salas de máquina de dimensiones apropiadas, y otras que deberían ser desde el mismo inicio del anteproyecto analizadas y contempladas expresamente en la documentación constructiva.

## Costumbres de los profesionales en relación con las IT
Es costumbre de muchos profesionales subestimar las características de la instalación requeridas, o delimitarlas muy genéricamente en un pliego de condiciones, dejando para la etapa de cotización pre-adjudicataria, con el cotejo entre diversas propuestas técnico-económicas de posibles contratistas del gremio, la determinación del tipo y magnitud de sistema a implementarse.
El peligro que se corre con esta actitud es que aparezcan durante la etapa constructiva diversas discordancias e interferencias que, al no existir un proyecto integralmente concebido en todas sus partes desde el inicio, de seguro ocasionará dificultades de ejecución con la aparición de trabajos adicionales y variación consecuente de plazos de obra y costos.

## La incumbencia profesional
A pesar de que en todas las escuelas de arquitectura del mundo se le da al Arquitecto la incumbencia profesional para proyectar, dimensionar y dirigir las IT y otras es usual que lo delegue a un Ingeniero Mecánico o, incluso, a un comerciante instalador. Esta actitud relativiza la propia incumbencia profesional, perdiendo la capacidad de controlar lo que se está ejecutando, sin poder por otro lado deslindar la responsabilidad inherente sobre toda y cada una de las partes de la obra.
Esta actitud podría atribuirse a la falta de experiencia del proyectista o al desconocimiento de alguna de las variables que intervienen en este tipo de instalaciones, pero la realidad es que en el mercado altamente competitivo en que hoy nos encontramos, con una creciente tendencia a abaratar costos y reducir drásticamente plazos de ejecución, manteniendo simultáneamente altos niveles de calidad y resultados, toda imprevisión genera interrupciones o alteraciones del proceso de cuya responsabilidad los arquitectos no pueden ni deben dejar de hacerse cargo.